# هارولدو كونتي
هارولدو كونتي (بالإسبانية: Haroldo Conti)‏ (و. 1925 – 1976 م) هو كاتب، وصحفي من الأرجنتين .

## التعليم
تعلم في جامعة بوينس آيرس.

## روابط خارجية
- هارولدو كونتي على موقع IMDb (الإنجليزية)